# Āmouli
Āmouli är en ort i Amerikanska Samoa (USA).   Den ligger i distriktet Östra distriktet, i den västra delen av landet, 13 kilometer öster om huvudstaden Pago Pago. Āmouli ligger 2 meter över havet och antalet invånare är 536.
Terrängen runt Āmouli är kuperad åt nordväst, men åt nordost är den platt.  Närmaste större samhälle är Pago Pago, 12,9 kilometer väster om Āmouli. 